# East Midlands Trains
East Midlands Trains war eine britische Eisenbahngesellschaft und ein Tochterunternehmen der Stagecoach Group. Sie betrieb neben InterCity-Diensten vom Bahnhof London St Pancras in die East Midlands auch Regionalverbindungen innerhalb dieser Region. Nachfolger als Betreiber ist seit 2019 die East Midlands Railway (Transport UK Group, früher Abellio).

## Rollmaterial

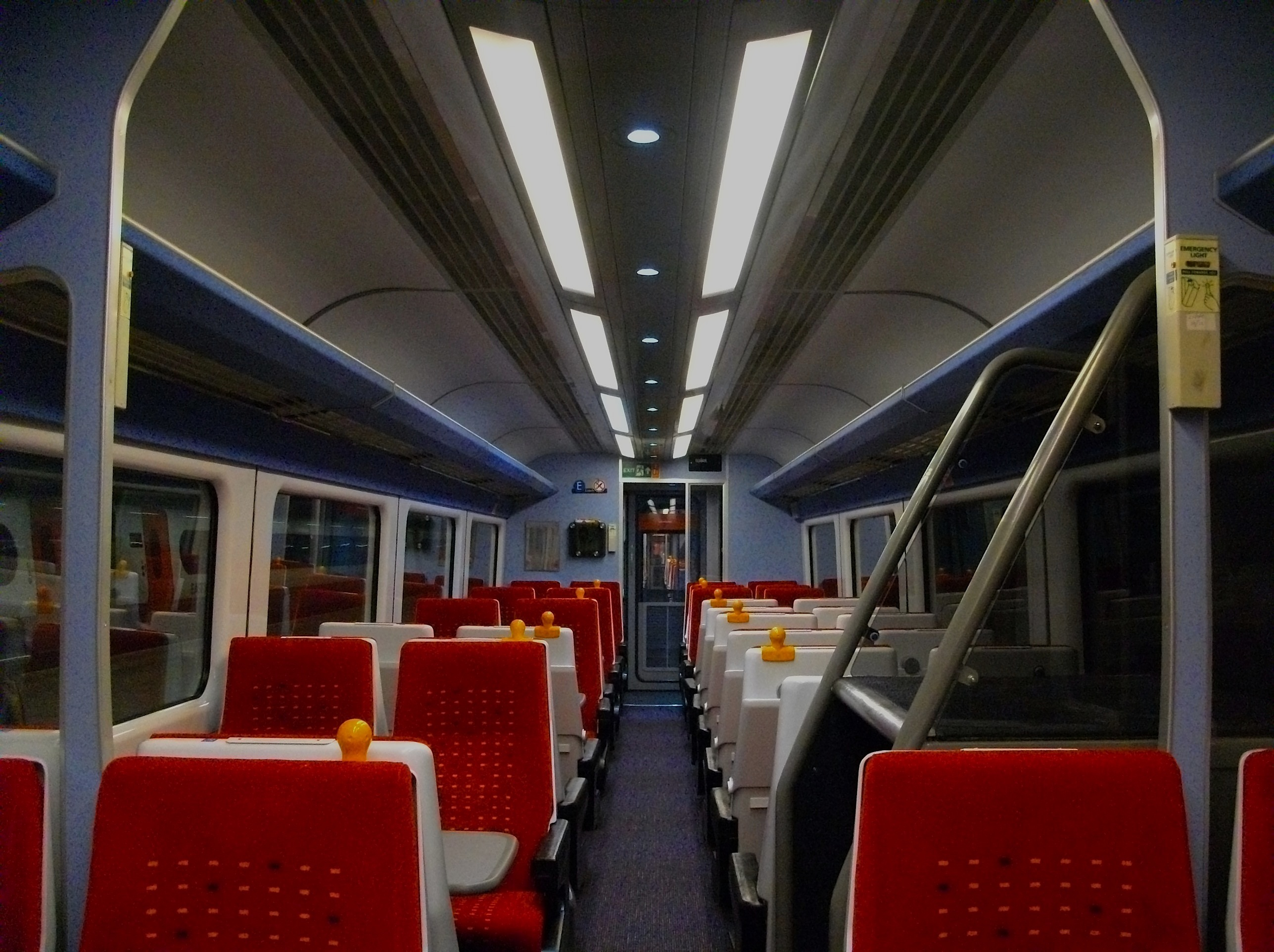
2. Klasse eines High Speed Train der East Midlands Trains

Die Flotte der East Midlands Trains bestand neben einigen Garnituren des High Speed Train aus mehreren Dutzend Triebwagen der britischen Klassen 153, 156 und 222.
| Vorhandene Fahrzeuge        |      |                  |          |                 |           |           |
| Baureihe                    | Bild | Typ              | V/max    | Personen- wagen | Anzahl    | Baujahr   |
| Klasse 43 HST               |      | Diesellokomotive | 200 km/h |                 | 24        | 1976–1982 |
| Mark 3                      |      | Personenwagen    | 200 km/h | 108             | 1975–1988 |           |
| Mark 3                      |      |                  |          |                 |           |           |
| Klasse 153 Sprinter         |      | Dieseltriebwagen | 120 km/h | 1               | 17        | 1987–1988 |
| Klasse 156 Sprinter         |      | Dieseltriebwagen | 120 km/h | 2               | 15        | 1987–1989 |
| Klasse 158 Express Sprinter |      | Dieseltriebwagen | 145 km/h | 2               | 25 + 1    | 1989–1992 |
| Klasse 158 Express Sprinter |      |                  |          |                 |           |           |
| Klasse 222 Meridian         |      | Dieseltriebwagen | 200 km/h | 4               | 4         | 2003–2005 |
| Klasse 222 Meridian         | 5    | Dieseltriebwagen | 200 km/h | 17              |           | 2003–2005 |
| Klasse 222 Meridian         | 7    | Dieseltriebwagen | 200 km/h | 6               |           | 2003–2005 |
| Klasse 222 Meridian         |      |                  |          |                 |           |           |

## Streckennetz
East Midlands Trains boten neben den InterCity-Diensten auch ein dichtes Regionalnetz an:
InterCity-Verkehr
Es gab drei Hauptrouten im Fernverkehr der East Midlands Trains über die Midland Main Line, auf denen die Züge teils an unterschiedlichen Stationen auf der Strecke hielten oder über den Endbahnhof hinaus verlängert wurden, beispielsweise nach York oder Leeds:
- von London St Pancras über Luton nach Corby
- von London St Pancras über Leicester und den Flughafen East Midlands nach Nottingham
- von London St Pancras über Leicester und Derby nach Sheffield

Regionalverkehr
- von Liverpool über Manchester, Sheffield und Nottingham nach Norwich
- von Leicester über Nottingham nach Lincoln
- von Nottingham nach Mansfield
- von Nottingham über Derby nach Matlock
- von Nottingham nach Skegness
- von Derby über Stoke-on-Trent nach Crewe
- von Newark-on-Trent nach Cleethorpes
- von Peterborough nach Doncaster